# John Betjeman
John Betjeman (Highgate, 28 agosto 1906 – Trebetherick, 19 maggio 1984) è stato un poeta britannico.
Betjeman utilizzò schemi poetici come le ballate del XIX secolo, modernizzandole e aggiungendovi una considerevole componente melodica.
È inoltre uno dei fondatori della Victorian Society.

## Biografia
D'origine olandese, nacque "Betjemann", ma durante la prima guerra mondiale rimosse una "n" dal suo cognome, modificandolo nella forma meno tedesca "Betjeman".
Studiò al Marlborough College, e al Magdalen College di Oxford, che abbandonò senza conseguire la laurea. Conobbe letterati del calibro di Wystan Hugh Auden, Evelyn Waugh e Louis MacNeice.
Il suo matrimonio con Penelope Chetwode, figlia del generale britannico Philip Chetwode durò dal 1933 al 1971, anno della loro separazione. La separazione fu causata dalla conversione di Penelope al cattolicesimo nel 1949, mentre lui rimase di fede anglicana. Ebbero un figlio e una figlia.
Ricevette il titolo di Knight Bachelor dalla regina Elisabetta II del Regno Unito nel 1969.

## Opere
- Mount Zion (1932)
- Continual Dew (1937)
- Old Lights For New Chancels (1940)
- New Bats In Old Belfries (1945)
- A Few Late Chrysanthemums (1954)
- Poems In The Porch (1954)
- Collected Poems (1958)
- Summoned By Bells (1960)
- High and Low (1966)
- A Nip In The Air (1974)

## Film
- Metro-Land (1973)

## Premi e onorificenze
- 1958 Duff Cooper Prize per Collected Poems[1]
- 1960 Medaglia della Regina di Poesia
- 1960 Commendatore dell'Ordine dell'Impero Britannico (CBE)
- 1968 Compagno della Letteratura, della Royal Society of Literature
- 1969 Cavaliere Bachelor
- 1972 Poet Laureate
- 1973 Membro Onorario dell'Accademia Americana delle Arti e delle Lettere.
- 2011 Onorato dall'Università di Oxford, la sua alma mater, come uno dei suoi 100 membri più illustri da dieci secoli a questa parte.